# طبقة الخلايا العقدية
في تشريح العين، تعرف طبقة الخلايا العقدية أو الطبقة العصبونية (بالإنجليزية: Ganglion cell layer) بأنها طبقة من الشبكية تحتوي على عصبون الشبكية وخلايا أماكرين المنزاحة.
تكون الخلايا على هيئة قارورة أو دورق إلى حد ما، حيث يرتكز السطح الداخلي المستدير لكل خلية على طبقة الألياف العصبية للشبكية، حيث تستقبل هذه الطبقة محورًا عصبيًا ممتدًا إليها من قبل طبقة الخلايا العقدية.
من الجهة المقابلة، تمتد العديد من الزوائد الشجرية إلى الطبقة الضفيرية الداخلية من الشبكية، حيث تتفرع هذه الزوائد وتتشكل على هئية أشجار مسطحة على مستويات مختلفة.
يختلف عصبون الشبكية كثيراً في الحجم، حيث أن الزوائد الشجيرية الموجودة ضمن العصبون الصغير تتفرع على هيئة أشجار بمجرد ما أن تصل لطبقة الضفيرية الداخلية، بينما تتفرع الزوائد الشجيرية الموجودة ضمن العصبون الكبير عندما تقترب من الطبقة النووية الداخلية.

## روابط خارجية
- صور نسيجية: 07902loa — نظام تعلم علم الأنسجة في جامعة بوسطن

1. ↑  نموذج تأسيسي في التشريح، QID:Q1406710